# Polityczna szopka noworoczna
Szopka noworoczna – cykliczny program satyryczny (z reguły z wierszowanymi, rymowanymi tekstami i piosenkami) ukazujący w krzywym zwierciadle główne siły polityczne kraju i wydarzenia minionego roku. Ukazuje się z reguły w sylwestra lub Nowy Rok. Wykorzystuje różne techniki wyrazu: maski, animacja, kukiełki. Piosenki są przeróbkami popularnych utworów muzycznych.

## Początki
Szopki pojawiły się na antenie telewizyjnej w latach 60. XX wieku. Nadawane były prawie w każdego sylwestra tuż po północy. W czasach kiedy wydarzenia polityczne i postaci polityków traktowano śmiertelnie poważnie, zgodnie z „jedynie słuszną” linią propagandy wyznaczaną przez partię (PZPR), szopka była jedynym, ściśle koncesjonowanym, odstępstwem od tej zasady – pozwalała wyjątkowo spojrzeć – jeden raz w roku – żartobliwie na najważniejsze postaci życia kraju i podsumować satyrycznie znaczące wydarzenia polityczne, sportowe i kulturalne minionego roku. W istocie jednak program ten był innym wcieleniem oficjalnej propagandy. Żarty dozwolone były tylko wobec postaci świata kultury czy sportowców, natomiast ministrowie, sekretarze KC oraz premier i I sekretarz KC PZPR byli co prawda przedstawiani za pomocą kukiełek i śpiewali kuplety (co samo w sobie miało wówczas istotny walor rozrywkowy), jednak treści przez nich prezentowane świadczyły o ich ofiarnym zaangażowaniu w budowę socjalistycznej ojczyzny oraz o trosce o pomyślność obywateli i były jak najdalsze od jakiejkolwiek satyry. Tak więc ówczesne szopki łączyły w istocie sylwestrową rozrywkę z podaną inaczej niż zwykle oficjalną propagandą.
Autorami szopek w latach 60. byli najczęściej Ryszard Marek Groński, Jerzy Kleyny i Antoni Marianowicz. Kukiełki projektował Jerzy Zaruba.
Ostatnią na wiele lat szopkę nadano w sylwestra 1969. Jej autorami byli wyżej wymienieni twórcy, a reżyserem Witold Filler. Prowadzili ją Alina Janowska i Wieńczysław Gliński. Prezentowane pod postacią lalek postaci w tej szopce to: Lucjan Kydryński, Włodzimierz Sokorski, Krzysztof Penderecki, Jerzy Majewski, Stanisław Lorentz, Marian Reczek, Zenon Kliszko, Władysław Machejek, Tadeusz Łomnicki, Wojciech Jaruzelski, Stanisław Kociołek, Jacek Fedorowicz, Jerzy Gruza, Mieczysław Moczar, Józef Cyrankiewicz, Władysław Gomułka.
Wśród aktorów użyczających lalkom głosu byli: Mieczysław Czechowicz, Damian Damięcki, Józef Nowak, Tadeusz Ross (na podst. oryginalnego nagrania).

## Lata siedemdziesiąte i osiemdziesiąte
W latach siedemdziesiątych szopki zniknęły z ekranu – ich koncepcja nie pasowała do pompatycznej propagandy sukcesu. W ogóle telewizyjna rozrywka w tamtych czasach to głównie wystawne rewie, a nie programy satyryczne (z chlubnym wyjątkiem cykli kabaretowych Olgi Lipińskiej).
Dopiero po zakończeniu stanu wojennego, kiedy władza szukała nowych środków dotarcia do społeczeństwa i zyskania jego przychylności, powrócono do szopek noworocznych.
Pierwszą z nich nadano 2 stycznia 1983 jako część specjalnego, całodziennego bloku przygotowanego przez redakcję Dziennika telewizyjnego. Następnie szopki nadawano w 3 kolejne sylwestry (1983, 1984, 1985), w programie pierwszym tuż po północy. Ich forma i treść były kontynuacją tradycji z lat 60. – widowiska kukiełkowe, w których satyra mieszała się z socjalistyczną propagandą. Od 1986 zaniechano tego eksperymentu.

## Lata dziewięćdziesiąte i czasy obecne
Szopka noworoczna – już wolna od ograniczeń cenzury i trybutów propagandowych – powróciła wraz ze zmianą ustroju (pierwszą nadano w sylwestra 1990). Głównym autorem szopek począwszy od lat 90. był Marcin Wolski. Początkowo realizował je wraz z Andrzejem Zaorskim i Jerzym Kryszakiem, w późniejszych latach z Markiem Majewskim. Po zwycięstwie SLD w wyborach w 1993 Marcin Wolski dał wyraz swojego rozgoryczenia zaistniałą sytuacją w piosence do melodii „Przeżyj to sam”, którą wykonywał Andrzej Zaorski uciekając pontonem z „tonącego statku”. Widowisko wielokrotnie zmieniało formę – od tradycyjnego z kukiełkami, przez specjalne wydanie Polskiego zoo, po maski wyobrażające prezentowane postaci i animacje komputerowe.
W pierwszych latach XXI wieku kilkakrotnie szopki noworoczne realizował Jacek Fedorowicz. Oparte były one na środkach wypracowanych w programie Dziennik telewizyjny Jacka Fedorowicza, gdzie pod oryginalne twarze polityków podkładano zmienione wypowiedzi. W ostatnich latach ponownie szopki realizuje duet Wolski-Majewski. W latach 2010–2015 i w roku 2017 i ponownie od 2019 roku nie była emitowana.

## Tytuły politycznych szopek noworocznych (Marek MajewskiiMarcin Wolski)
- 1990 - Szopka noworoczna[potrzebny przypis]
- 1991 - Szopka w grajdole (szopka historyczna wyemitowana 4 sierpnia)[potrzebny przypis]
- 1992 - Polska Szopa'92 - szopka noworoczna[potrzebny przypis]
- 1993 - Szopka Noworoczna[potrzebny przypis]
- 1994 - Maskarada - Szopka '94[potrzebny przypis]
- 1995 - Bal przy sterze[potrzebny przypis]
- 1996 - Bal na Centralnym[potrzebny przypis]
- 1997 - Szopka polska - spółka z o.o (zamiast kukiełek i masek - postaci z Polskiego zoo)[potrzebny przypis]
- 1998 - Polska Szopka Statystyczna[potrzebny przypis]
- 2000 – Dokąd idziemy? czyli Szopka Noworoczna 2000 (starożytny Rzym)[potrzebny przypis]
- 2001 - Szopka całoroczna: Niech żyje post[potrzebny przypis]
- 2004 – Szopka na wyspie („Teraz wyspa”)
- 2005 – Saloon gier (podziemia pod Sejmem) (animacja komputerowa)
- 2006 – Szopka w szafie
- 2007 – Szopka prasłowiańska
- 2008 – Szopka w raju
- 2009 – Szopka w kasynie
- 2016 – Szopka w muzeum[1]
- 2018 – Szopka w przedszkolu („Przedszkole Plus”)[2]